# Бедиас (Техас)
Бедиас (англ. Bedias) — город в округе Граймс (штат Техас, США.) Он зарегистрирован как город в 2003 году. По  2008 году население составило 438 человек.

## История и достопримечательности
Город Бедиас на северо-западе Техаса получил своё название по тому племени индейцев, которые исторически владели этой территорией прежде, до прихода колонизаторов.:436
Наибольшую мировую известность Бедиас приобрёл в конце 1930-х годов с открытием в его окрестностях большого количества тектитов, оплавленного метеоритного стекла,:477 рассеянного по территории штата в результате падения доисторического Чесапикского метеорита. Как оказалось впоследствии, Бедиас находился в эпицентре обширного поля разброса чёрных тектитов. В 1936 году Вирджил Барнс, профессор Техасского университета назвал новый минерал бедиаситом, в честь племени индейцев и города, возле которого его обнаружили.:436